# Миљевић
Миљевић је насеље у Србији у општини Голубац у Браничевском округу. Према попису из 2022. било је 367 становника.

## Демографија
У насељу Миљевић живи 423 пунолетна становника, а просечна старост становништва износи 40,6 година (38,4 код мушкараца и 42,9 код жена). У насељу има 127 домаћинстава, а просечан број чланова по домаћинству је 4,15.
Ово насеље је великим делом насељено Србима (према попису из 2002. године), а у последња три пописа, примећен је пад у броју становника.
|  |

| Демографија | Демографија | Демографија |
| Година      | Становника  | Становника  |
| ----------- | ----------- | ----------- |
| 1948.       | 852         |             |
| 1953.       | 870         |             |
| 1961.       | 840         |             |
| 1971.       | 848         |             |
| 1981.       | 770         |             |
| 1991.       | 705         | 535         |
| 2002.       | 527         | 701         |
| 2011.       | 466         |             |

| Етнички састав према попису из 2002.‍ | Етнички састав према попису из 2002.‍ | Етнички састав према попису из 2002.‍ | Етнички састав према попису из 2002.‍ | Етнички састав према попису из 2002.‍ |
| ------------------------------------ | ------------------------------------ | ------------------------------------ | ------------------------------------ | ------------------------------------ |
|                                      |                                      |                                      |                                      |                                      |
| Срби                                 | Срби                                 |                                      | 499                                  | 94,68%                               |
| Роми                                 | Роми                                 |                                      | 19                                   | 3,60%                                |
| Власи                                | Власи                                |                                      | 5                                    | 0,94%                                |
| Румуни                               | Румуни                               |                                      | 3                                    | 0,56%                                |
| непознато                            | непознато                            |                                      | 1                                    | 0,18%                                |

| Година пописа     | 1948. | 1953. | 1961. | 1971. | 1981. | 1991. | 2002. |
| ----------------- | ----- | ----- | ----- | ----- | ----- | ----- | ----- |
| Број домаћинстава | 184   | 184   | 187   | 179   | 165   | 137   | 127   |

| Број чланова      | 1  | 2  | 3  | 4  | 5  | 6  | 7  | 8 | 9 | 10 и више | Просек |
| ----------------- | -- | -- | -- | -- | -- | -- | -- | - | - | --------- | ------ |
| Број домаћинстава | 15 | 20 | 13 | 19 | 27 | 17 | 10 | 4 | 2 | 0         | 4,15   |

| Пол    | Укупно | Неожењен/Неудата | Ожењен/Удата | Удовац/Удовица | Разведен/Разведена | Непознато |
| ------ | ------ | ---------------- | ------------ | -------------- | ------------------ | --------- |
| Мушки  | 210    | 39               | 146          | 12             | 13                 | 0         |
| Женски | 225    | 20               | 157          | 33             | 15                 | 0         |
| УКУПНО | 435    | 59               | 303          | 45             | 28                 | 0         |

| Пол    | Укупно                    | Пољопривреда, лов и шумарство | Рибарство                            | Вађење руде и камена | Прерађивачка индустрија       |
| ------ | ------------------------- | ----------------------------- | ------------------------------------ | -------------------- | ----------------------------- |
| Мушки  | 116                       | 65                            | 0                                    | 1                    | 6                             |
| Женски | 80                        | 53                            | 0                                    | 0                    | 5                             |
| УКУПНО | 196                       | 118                           | 0                                    | 1                    | 11                            |
| Пол    | Производња и снабдевање   | Грађевинарство                | Трговина                             | Хотели и ресторани   | Саобраћај, складиштење и везе |
| Мушки  | 1                         | 9                             | 16                                   | 1                    | 2                             |
| Женски | 0                         | 1                             | 8                                    | 1                    | 0                             |
| УКУПНО | 1                         | 10                            | 24                                   | 2                    | 2                             |
| Пол    | Финансијско посредовање   | Некретнине                    | Државна управа и одбрана             | Образовање           | Здравствени и социјални рад   |
| Мушки  | 0                         | 1                             | 2                                    | 3                    | 0                             |
| Женски | 0                         | 0                             | 0                                    | 3                    | 6                             |
| УКУПНО | 0                         | 1                             | 2                                    | 6                    | 6                             |
| Пол    | Остале услужне активности | Приватна домаћинства          | Екстериторијалне организације и тела | Непознато            | Непознато                     |
| Мушки  | 2                         | 0                             | 0                                    | 7                    | 7                             |
| Женски | 0                         | 0                             | 0                                    | 3                    | 3                             |
| УКУПНО | 2                         | 0                             | 0                                    | 10                   | 10                            |